# Sindrome di Larsen
La sindrome di Larsen o sindrome di Rotter-Erb è una patologia rara ereditaria del tessuto connettivo, caratterizzata da osteocondrodisplasia e lussazioni multiple.

## Epidemiologia e storia
La malattia deve il suo nome dal chirurgo ortopedico Loren Joseph Larsen, che la descrisse nel 1950; l'eponimo alternativo deriva da Rotter ed Erb, medici che già avevano pubblicato una descrizione della sindrome nel 1948.
L'incidenza è stimabile a 1-9 casi ogni milione di persone, ma è molto più elevata nella popolazione di Réunion, dove è di circa un caso ogni 1500 individui.

## Eziologia
In base al tipo di ereditarietà, è possibile distinguere tra:
- Sindrome di Larsen a trasmissione autosomica dominante, di gran lunga più comune; è dovuta alla mutazione del gene FLNB sul braccio corto del cromosoma 3, in corrispondenza del locus genico 3p14.3, che codifica per la filamina B[4]
- Sindrome di Larsen a trasmissione autosomica recessiva: (sinonimi: displasia scheletrica associata a CHST3; displasia scheletrica spondiloepifisaria, tipo Omani); è dovuta a una mutazione del gene CHST3 localizzato sul braccio lungo del cromosoma 10, in corrispondenza del locus genico 10q22.1[5][6]

## Clinica

### Segni e sintomi
Il quadro clinico è caratterizzato da:
- Lussazioni articolari multiple fin dalla nascita, a livello di anche, ginocchia e gomiti
- Acrocefalosindattilia con naso infossato, ipertelorismo oculare, volto piatto
- Cheiloschisi
- Piede torto
- falangi distali allargate (come visibile alla radiografia), scoliosi del rachide cervicale, ossa del carpo in sovrannumero, protuberanza ossea anomala sul calcagno
- Disturbi della respirazione[2][7]
- Disturbi cardiovascolari (non sempre presenti)[8]

### Diagnosi differenziale
La diagnosi differenziale è effettuata distinguendo il quadro clinico della sindrome di Larsen da quello di:
- Sindrome di Ehlers-Danlos
- Artrogriposi multipla congenita[7]
- Lussazione congenita del ginocchio
- Sindrome di Desbuquois

Inoltre, mediante radiografia, è possibile distinguere la patologia dalle seguenti:
- Sindrome oto-palato-digitale di tipo 1
- Displasia frontometafisaria
- Displasia spondiloepimetafisaria con lassità articolare e cifoscoliosi[9]

### Diagnosi precoce
Può essere effettuata una diagnosi prenatale qualora si sospetti la sindrome alla luce del genotipo dei genitori.
Dopo il parto, oltre alla documentazione dell'entità delle lussazioni mediante ecografia, è necessaria una radiografia per effettuare la diagnosi differenziale dalle patologie sopraindicate.

## Trattamento
La terapia è sintomatica e dipende dall'entità delle anomalie articolari. Il tratto cervicale della colonna vertebrale è spesso cifotico e ciò può comportare lesioni di tipo meccanico al midollo spinale.